# 大乗駅
大乗駅（おおのりえき）は、広島県竹原市高崎町にある、西日本旅客鉄道（JR西日本）呉線の駅である。駅番号はJR-Y26。

## 歴史
- 1932年（昭和7年）7月10日：鉄道省三呉線（現・呉線）安芸幸崎駅 - 竹原駅間延伸時に開設[3]。
- 1935年（昭和10年）11月24日：三原駅 - 海田市駅間全通に伴い、線路名称改定。呉線所属となる[3]。
- 1960年（昭和35年）7月1日：貨物取扱廃止[2]。
- 1970年（昭和45年）10月1日：簡易委託駅化[4][5]。荷物扱い廃止[2]。
- 1979年（昭和54年）：駅舎改築[1]。
- 1987年（昭和62年）4月1日：国鉄分割民営化に伴い、西日本旅客鉄道（JR西日本）の駅となる[2]。
- 1995年（平成7年）10月1日：管轄が広島支社直轄（三原管理駅）から三原地域鉄道部に変更[6]。
- 2006年（平成18年）3月18日：ダイヤ改正に伴い、臨時快速「瀬戸内マリンビュー」の停車駅となる。
- 2007年（平成19年）
  - 8月：ICOCA専用改札機設置。
  - 9月1日：ICカード「ICOCA」が利用可能となる。
- 2010年（平成22年）
  - 7月14日：平成22年7月豪雨に伴い、呉線内で複数の土砂崩れが発生。三原駅 - 呉駅間が不通となる[7]。
  - 7月20日：三原駅 - 竹原駅間運行再開[8][9]。
- 2011年（平成23年）3月12日：ダイヤ改正に伴い、臨時快速「瀬戸内マリンビュー」の通過駅に戻る[10]。
- 2016年（平成28年）
  - 6月22日：平成28年梅雨前線豪雨に伴い、安登駅 - 安芸川尻駅間で土砂崩れが発生。三原駅 - 広駅間が不通となる[11]。
  - 6月27日：三原駅 - 安浦駅間運行再開[11]。
- 2018年（平成30年）
  - 6月1日：三原地域鉄道部廃止に伴い、三原駅の被管理駅となる[12]。
  - 7月5日：平成30年7月豪雨に伴い、不通となる[13]。
  - 12月15日：三原駅 - 安浦駅間復旧に伴い、営業再開[14]。

## 駅構造
相対式ホーム2面2線を有する列車交換可能な地上駅。線路は築堤上を走っており、ホームへは階段を登る。
無人駅。自動改札機は無いが、ICOCA利用可能駅（相互利用可能ICカードはICOCAの項を参照）で、ICカードは専用カードリーダーで処理される。改札外に男女共用汲取り式便所が設置されていたが、現在は使用不可となっている。以前は、簡易委託駅であり、非電化時代は直営駅であった。
南北双方に出入口があり、駅舎がある南口のみ自動券売機がある。

### のりば
| ホーム | 路線 | 方向 | 行先           |
| ------ | ---- | ---- | -------------- |
| 北側   | 呉線 | 上り | 三原・福山方面 |
| 南側   | 呉線 | 下り | 竹原・呉方面   |

付記事項
- 案内上ののりば番号は設定されていない。
- 以前は駅東側に側線が1線あったが、撤去されている。

## 利用状況
近年の1日平均乗車人員の推移は以下の通り。

毎年8月末に竹原火力発電所グラウンドで花火大会が開催される時には、ラッシュ時以上の利用客が見られる。
| 年度                | 1日平均 乗車人員 | 出典   |
| ------------------- | ---------------- | ------ |
| 1989年（平成 元年） | 599              | [ 15 ] |
| 1990年（平成02年）  |                  |        |
| 1991年（平成03年）  |                  |        |
| 1992年（平成04年）  | 570              | [ 16 ] |
| 1993年（平成05年）  |                  |        |
| 1994年（平成06年）  |                  |        |
| 1995年（平成07年）  |                  |        |
| 1996年（平成08年）  |                  |        |
| 1997年（平成09年）  |                  |        |
| 1998年（平成10年）  | 387              | [ 17 ] |
| 1999年（平成11年）  |                  |        |
| 2000年（平成12年）  |                  |        |
| 2001年（平成13年）  |                  |        |
| 2002年（平成14年）  | 324              | [ 18 ] |
| 2003年（平成15年）  |                  |        |
| 2004年（平成16年）  |                  |        |
| 2005年（平成17年）  |                  |        |
| 2006年（平成18年）  |                  |        |
| 2007年（平成19年）  |                  |        |
| 2008年（平成20年）  |                  |        |
| 2009年（平成21年）  |                  |        |
| 2010年（平成22年）  |                  |        |
| 2011年（平成23年）  | 217              | [ 19 ] |
| 2012年（平成24年）  | 203              | [ 19 ] |
| 2013年（平成25年）  | 196              | [ 19 ] |
| 2014年（平成26年）  | 182              | [ 19 ] |
| 2015年（平成27年）  | 173              | [ 20 ] |
| 2016年（平成28年）  | 169              | [ 20 ] |
| 2017年（平成29年）  | 147              | [ 19 ] |
| 2018年（平成30年）  | 111              | [ 19 ] |
| 2019年（令和 元年） | 127              | [ 19 ] |
| 2020年（令和02年）  | 106              | [ 21 ] |
| 2021年（令和03年）  | 92               | [ 22 ] |
| 2022年（令和04年）  | 92               | [ 23 ] |
| 2023年（令和05年）  | 110              | [ 24 ] |

## 駅周辺
駅北側の山にミカン畑を望む。
- 竹原市立大乗小学校
- 大乗郵便局
- 竹原警察署大乗警察官駐在所
- 国道185号
- 広島県道209号大乗停車場線
- 芸陽バス「大乗駅前」停留所：「かぐや姫号」が経由する。

## 隣の駅
西日本旅客鉄道（JR西日本）
 呉線
安芸長浜駅 (JR-Y27) - 大乗駅 (JR-Y26) - 竹原駅 (JR-Y25)